# 1990年の音楽
1990年の音楽（1990ねんのおんがく）では、1990年（平成2年）の音楽分野に関する出来事について記述する。
1989年の音楽-1990年の音楽-1991年の音楽

## 概要・できごと
- ジャネット・ジャクソンの「ブラック・キャット」が、ビルボード・ポップ・チャートで最高位1位になった。[1]
- 前年のTBS『ザ・ベストテン』に続き、3月に日本テレビ『歌のトップテン』、10月にフジテレビ『夜のヒットスタジオSUPER』と、ゴールデンタイムの生放送音楽番組の終了が相次いだ。
- 日本でB.B.クイーンズによるTVアニメ『ちびまる子ちゃん』の副主題歌「おどるポンポコリン」がオリコン年間1位[注 1]。アニメソングの年間TOP10入りは、1983年の「CAT'S EYE」以来7年ぶり。
- 日本でLINDBERG、たま[注 2]、BEGIN、JITTERIN'JINNらを中心としたバンドブームが起きた。テレビ番組「イカすバンド天国」はブームに関して、大きな役割を果たした。
- 日本でのCDプレーヤーの普及率 34.3% (内閣府「消費動向調査」)[2]。

## 詳細
- 2月にはローリング・ストーンズ[注 3]が、3月にはポール・マッカートニー（ソロとして）が初の来日公演を東京ドームで開催。
- 6月、チェッカーズの藤井郁弥（現・藤井フミヤ）が中学校の同級生の一般人女性と結婚。
- 7月、前年自殺未遂事件を起こした中森明菜[注 4]が1年ぶりに歌手活動を再開、復帰シングル『Dear Friend』がヒット。
- サザンオールスターズが『KAMAKURA』以来約4年4か月ぶりのオリジナルアルバム『Southern All Stars』と映画サントラ盤『稲村ジェーン』で初となる年間二枚のミリオンヒットを記録[注 5]。
- B'zが、初のシングルオリコンチャート1位を獲得した。現在も続いているB'zのシングルオリコン連続1位獲得記録は本年から始まっている[3]。
- 9月、TM NETWORKがTMNに改名（リニューアル）。

## 洋楽シングル
- ポーラ・アブドゥル - 『甘い誘惑』
- ベル・ビヴ・デヴォー – 『ポイズン』
- マイケル・ボルトン『 ハウ・アム・アイ・サポーズド・トゥ・リヴ・ウィズアウト・ユー』
- マライア・キャリー『ヴィジョン・オブ・ラヴ』『ラヴ・テイクス・タイム』
- レイ・チャールズ『エリー・マイ・ラヴ～いとしのエリー』
- ディー・ライト – 『グルーヴ・イズ・イン・ザ・ハート』
- キャシー・デニス『ジャスト・アナザー・ドリーム』
- EMF - 『アンビリーバブル』
- エニグマ – 『サッドネス（パート1）』
- カオマ『ランバダ』
- キャンディ・フリップ『ストロベリー・フィールズ・フォーエバー』
- クインシー・ジョーンズ feat.レイ・チャールズ&チャカ・カーン：『アイル・ビー・グッド・トゥ・ユー』
- ベット・ミドラー – フロム・ア・ディスタンス
- George Michael – Freedom! '90
- Kylie Minogue – Better the Devil You Know
- Alannah Myles – Black Velvet
- Jane Child – Don't Wanna Fall in Love
- MC Hammer – U Can't Touch This
- Gary Moore – Still got the Blues (For You)
- Dolly Parton – Time for Me to Fly, White Limozeen
- Pet Shop Boys – So Hard
- シネイド・オコーナー『愛の哀しみ』
- ジャネット・ジャクソン『エスカペイド』『オールライト』
- ジャイヴ・バニー&マスター・ミキサーズ：『スウィング・ザ・ムード』[4]
- ジョニー・ギル – 『ラブ・ユー・ザ・ライト・ウェイ』[5]
- マドンナ - 「ヴォーグ」[6]
- スカイ『リアル・ラヴ』
- スティービー・B『ビコーズ・アイ・ラヴ・ユー』
- ダイアナ・ロス - 『イフ・ウィ・ホールド・オン・トゥゲザー』
- トゥデイ – 『ホワイ・ユー・ゲット・ファンキー・オン・ミー』
- トミー・ペイジ『アイル・ビー・ユア・エヴリシング』
- ニュー・キッズ・オン・ザ・ブロック - 『ステップ・バイ・ステップ』
- The B-52's – 『ラヴ・シャック』
- プリンス『シーヴス・イン・ザ・テンプル』
- プライマル・スクリーム「ローデッド」[7]
- ポール・ヤング『オー・ガール』
- リサ・スタンスフィールド『オール・アラウンド・ザ・ワールド』
- ロクセット『愛のぬくもり』

## 洋楽アルバム
- アンスラックス – Persistence of Time
- バッド・レリジョン – Against the Grain
- Blind Guardian – Tales from the Twilight World
- ブリーダーズ – Pod
- シャーラタンズ(UK) – Some Friendly
- Eric Clapton – Journeyman
- クリープス – Blue Tomato
- セリーヌ・ディオン『ユニゾン』
- デペッシュ・モード『ヴァイオレーター』
- デュラン・デュラン - 『リバティ』
- ブルース・ディッキンソン - 『タトゥード・ミリオネア』
- バナナラマ『ポップ・ライフ』
- クリス・アイザック - 『ハート・シェイプド・ワールド』
- グリーン・デイ『39/スムーズ』
- ジョニー・ギル『ジョニー・ギル』
- EMF - 『シューベルト・ディップ』
- エディ・ブリケル& ニュー・ボヘミアンズ – 『ゴースト・オブ・ア・ドッグ』
- エヴリシング・バット・ザ・ガール『ランゲージ・オブ・ライフ』
- M.C.ハマー『プリーズ・ハマー・ドント・ハーテム』
- メガデス『ラスト・イン・ピース』
- オジー・オズボーン『ジャスト・セイ・オジー』
- ザ・フー『ジョイン・トゥゲザー』

## 総合シングル（邦楽・洋楽）
年間TOP50
※オリコン1989年12月4日付 - 1990年11月26日付
- 1位 B.B.クィーンズ：『おどるポンポコリン』
- 2位 米米CLUB：『浪漫飛行/ジェットストリーム浪漫飛行』
- 3位 LINDBERG：『今すぐKiss Me』
- 4位 たま：『さよなら人類/らんちう』
- 5位 プリンセス・プリンセス：『OH YEAH!』
- 6位 中森明菜：『Dear Friend』
- 7位 THE BLUE HEARTS：『情熱の薔薇』
- 8位 工藤静香：『くちびるから媚薬』
- 9位 サザンオールスターズ：『真夏の果実』
- 10位 ダイアナ・ロス：『イフ・ウィ・ホールド・オン・トゥゲザー』
- 11位 氷室京介：『JEALOUSYを眠らせて』
- 12位 PINK SAPPHIRE：『P.S. I LOVE YOU』
- 13位 山下達郎：『クリスマス・イブ』
- 14位 DREAMS COME TRUE：『笑顔の行方』
- 15位 オヨネーズ：『麦畑』
- 16位 牛若丸三郎太：『勇気のしるし 〜リゲインのテーマ〜』
- 17位 米米CLUB：『浪漫飛行』
- 18位 徳永英明：『夢を信じて』
- 19位 GO-BANG'S：『あいにきてI♥need♥you!』
- 20位 堀内孝雄：『恋唄綴り』
- 21位 X：『ENDLESS RAIN』
- 22位 長渕剛：『しょっぱい三日月の夜』
- 23位 徳永英明：『壊れかけのRadio』
- 24位 Wink：『Sexy Music』
- 25位 TM NETWORK：『THE POINT OF LOVERS' NIGHT』
- 26位 JITTERIN'JINN：『にちようび』
- 27位 B'z：『太陽のKomachi Angel』
- 28位 B'z：『Easy Come, Easy Go!』
- 29位 JUN SKY WALKER(S)：『白いクリスマス』
- 30位 長渕剛：『JEEP』
- 31位 工藤静香：『千流の雫』
- 32位 X：『WEEK END』
- 33位 Wink：『夜にはぐれて 〜Where Were You Last Night〜』
- 34位 チェッカーズ：『夜明けのブレス』
- 35位 高野寛：『虹の都へ』
- 36位 ユニコーン：『働く男』
- 37位 プリンセス・プリンセス：『Diamonds (ダイアモンド)』
- 38位 カオマ：『ランバダ』
- 39位 光GENJI：『荒野のメガロポリス』
- 40位 渡辺美里：『サマータイム ブルース/Boys kiss Girls』
- 41位 JITTERIN' JINN：『プレゼント』
- 42位 TMN：『TIME TO COUNT DOWN』
- 43位 小泉今日子：『見逃してくれよ!』
- 44位 小泉今日子：『学園天国』
- 45位 宮沢りえ：『NO TITLIST』
- 46位 工藤静香：『私について』
- 47位 レイ・チャールズ[注 6]：『エリー・マイ・ラブ 〜いとしのエリー』
- 48位 TUBE：『あー夏休み』
- 49位 光GENJI：『Little Birthday』
- 50位 竹内まりや：『シングル・アゲイン』

## 総合アルバム (邦楽・洋楽)
年間トップ50
※オリコン1989年12月4日付 - 1990年11月26日付
- 1位 松任谷由実：『LOVE WARS』
- 2位 サザンオールスターズ&オールスターズ：『稲村ジェーン』
- 3位 プリンセス・プリンセス：『LOVERS』
- 4位 渡辺美里：『tokyo』
- 5位 杏里：『MIND CRUISIN'』
- 6位 サザンオールスターズ：『Southern All Stars (初回盤)』
- 7位 今井美樹：『Ivory』
- 8位 久保田利伸：『BONGA WANGA』
- 9位 今井美樹：『retour』
- 10位 岡村孝子：『Kiss 〜à côté de la mer〜』
- 11位 LINDBERG：『LINDBERG III』
- 12位 浜田省吾：『誰がために鐘は鳴る』
- 13位 長渕剛：『JEEP』
- 14位 サザンオールスターズ：『Southern All Stars』
- 15位 COMPLEX：『ROMANTIC 1990』
- 16位 レベッカ：『The Best of Dreams』
- 17位 Wink：『Twin Memories』
- 18位 JITTERIN'JINN：『Hi-King』
- 19位 BOØWY：『“GIGS”JUST A HERO TOUR 1986』
- 20位 BUCK-TICK：『悪の華』
- 21位 B'z：『WICKED BEAT』
- 22位 DREAMS COME TRUE：『WONDER 3』
- 23位 工藤静香：『HARVEST』
- 24位 TMN：『RHYTHM RED』
- 25位 永井真理子：『Catch Ball』
- 26位 B'z：『RISKY』
- 27位 PERSONZ：『DREAMERS ONLY』
- 28位 X：『BLUE BLOOD』
- 29位 B'z：『BAD COMMUNICATION』
- 30位 THE BLUE HEARTS：『BUST WASTE HIP』
- 31位 米米CLUB：『KOMEGUNY』
- 32位 DREAMS COME TRUE：『LOVE GOES ON…』
- 33位 BARBEE BOYS：『eeney meeney barbee moe』
- 34位 マドンナ：『アイム・ブレスレス』
- 35位 たま：『さんだる』
- 36位 HOUND DOG：『VOICE』
- 37位 ユニコーン：『ケダモノの嵐』
- 38位 長渕剛：『長渕剛LIVE'89』
- 39位 JUN SKY WALKER(S)：『Let's Go Hibari-hills』
- 40位 JITTERIN'JINN：『パンチアウト』
- 41位 徳永英明：『JUSTICE』
- 42位 浜田麻里：『COLORS』
- 43位 光GENJI：『ふりかえって…Tomorrow』
- 44位 大江千里：『APOLLO』
- 45位 小室哲哉：『Digitalian is eating breakfast』
- 46位 稲垣潤一：『Self Portrait』
- 47位 Various Artists：『イフ・ウィー・ホールド・オン・トゥゲザー』
- 48位 工藤静香：『rosette』
- 49位 B'z：『BREAK THROUGH』
- 50位 すぎやまこういち, NHK交響楽団：『交響組曲「ドラゴンクエストIV」導かれし者たち』

## 音楽配信 (日本)

### 音楽配信ゴールド認定シングル
| 作品名                                    | 認定月           |
| ダブル・プラチナ                          | ダブル・プラチナ |
| ----------------------------------------- | ---------------- |
| 米米CLUB「浪漫飛行」                      | 2018年3月        |
| プラチナ                                  |                  |
| 徳永英明「壊れかけのRadio」（着うたフル） | 2008年8月        |
| 沢田知可子「会いたい」                    | 2019年6月        |
| ゴールド                                  |                  |
| BEGIN「恋しくて」（着うたフル）           | 2008年8月        |
| バブルガム・ブラザーズ「WON'T BE LONG」   | 2014年1月        |
| KAN「愛は勝つ」                           | 2015年2月        |
| TUBE「あー夏休み」                        | 2015年8月        |
| チェッカーズ「夜明けのブレス」            | 2016年2月        |

### ストリーミング認定シングル
| 作品名                             | 認定月    |
| ゴールド                           | ゴールド  |
| ---------------------------------- | --------- |
| サザンオールスターズ「真夏の果実」 | 2022年8月 |

## 音楽フェスティバル
| 開催日   | タイトル                                           |
| -------- | -------------------------------------------------- |
| 4月22日  | WE LOVE MUSIC, WE LOVE THE EARTH（初回）           |
| 6月26日  | パシフィック・ミュージック・フェスティバル（初回） |
| 7月29日  | '90 SUPER JAM                                      |
| 7月30日  | 第8回 PEACEFUL LOVE ROCK FESTIVAL 1990             |
| 8月4日   | MEET THE WORLD BEAT（初回）                        |
| 8月11日  | KIRIN SOUND TOGETHER POP HILL '90                  |
| 8月12日  | Rock'n Roll Olympic 1990                           |
| 8月13日  | Exciting Summer in WAJIKI 1990（初回）             |
| 8月19日  | モントレー・ジャズフェスティバル・イン・能登 1990  |
| 12月20日 | クリスマスカ                                       |
| 12月31日 | 第41回NHK紅白歌合戦                                |

### 日本武道館公演
- 1月3日・4日・7日・8日・9日 - プリンセス プリンセス
- 1月10日 - 吉田拓郎
- 1月17日・18日 - 氷室京介
- 1月19日 - レベッカ
- 1月22日・23日・24日 - 松田聖子
- 1月29日・30日・31日・2月2日・3日・5日・6日・8日・9日・10日・13日・14日・15日・18日・19日 - HOUND DOG
- 2月1日 - De-LAX
- 2月4日 - X JAPAN
- 2月7日 - 筋肉少女帯
- 2月12日 - 浜田麻里
- 2月16日・17日・22日 - UNICORN
- 2月20日 - ZIGGY
- 2月28日 - JUN SKY WALKER(S)
- 3月14日 - SHOW-YA
- 3月29日・30日・31日 - 大江千里
- 4月23日・24日 - PERSONZ
- 4月25日・26日・27日・28日 - サザンオールスターズ
- 5月7日・9日 - X JAPAN
- 5月15日 - モトリー・クルー
- 6月15日 - GO-BANG'S
- 6月19日・20日・21日・22日・26日・27日・28日・29日 - 松任谷由実
- 7月4日・5日・9日・10日 - 杏里
- 7月25日・8月8日 - COMPLEX
- 8月16日・17日・18日・20日・21日 - チェッカーズ
- 8月30日・31日 - スターダスト☆レビュー
- 9月5日 - LINDBERG
- 9月13日・14日 - 安全地帯
- 9月17日・19日・20日 - エアロスミス
- 9月21日 - KUSU KUSU
- 9月25日・26日 - ホワイトスネイク
- 10月3日 - チープ・トリック
- 10月8日 - ハート
- 11月5日・6日・7日 - 小田和正
- 11月8日・8日 - 安全地帯
- 11月15日 - 吉田拓郎
- 12月4日・5日・6日 - エリック・クラプトン
- 12月12日・13日 - BUCK-TICK
- 12月14日・15日 - CHAGE and ASKA
- 12月16日・17日・18日・19日 - 矢沢永吉
- 12月17日 - 谷村有美
- 12月20日 - クリスマスカ
- 12月22日・23日・24日 - THE ALFEE
- 12月26日・27日・28日・29日 - チェッカーズ

### 東京ドーム公演
| 日時                                                          | アーティスト                         |
| ------------------------------------------------------------- | ------------------------------------ |
| 2月14日・16日・17日・19日・20日・21日・23日・24日・26日・27日 | ローリング・ストーンズ               |
| 3月3日・5日・7日・9日・11日・13日                             | ポール・マッカートニー               |
| 4月3日                                                        | 氷室京介                             |
| 5月15日・16日                                                 | デヴィッド・ボウイ                   |
| 5月17日・18日                                                 | ジャネット・ジャクソン               |
| 8月30日・31日                                                 | プリンス                             |
| 10月25日                                                      | アース・ウィンド・アンド・ファイアー |
| 11月6日・7日                                                  | ジャネット・ジャクソン               |
| 11月8日                                                       | COMPLEX                              |
| 12月23日・24日                                                | スティーヴィー・ワンダー             |

### 横浜アリーナ公演
- 1月1日・2日・7日・8日・24日 - ホイットニー・ヒューストン
- 1月25日 - BARBEE BOYS
- 1月27日・28日 - 小室哲哉
- 2月28日・3月1日・3日・4日 - サザンオールスターズ
- 3月5日 - フィル・コリンズ
- 4月18日・19日・20日・21日 - 松任谷由実
- 5月2日・3日・4日・5日・6日 - 光GENJI
- 5月12日 - モトリー・クルー
- 5月15日・16日・17日 - COMPLEX
- 5月23日 - ジャネット・ジャクソン
- 5月24日・25日 - BUCK-TICK
- 6月20日・21日・22日・26日 - ボビー・ブラウン
- 6月28日・29日・30日 - 杏里
- 7月17日 - ダリル・ホール&ジョン・オーツ
- 7月29日 - '90 SUPER JAM
- 8月11日 - とんねるず
- 8月15日・16日・18日・19日 - 米米CLUB
- 8月21日・22日・23日・24日 - 光GENJI
- 8月26日 - 角松敏生
- 8月27日 - チェッカーズ
- 8月31日 - 中村あゆみ
- 9月8日 - 谷村新司
- 9月9日・10日・12日・13日 - プリンセス プリンセス
- 9月15日 - CHAGE and ASKA
- 9月16日 - エアロスミス
- 9月19日 - ホワイトスネイク
- 10月2日・3日 - 小田和正
- 10月30日・31日 - 杏里
- 11月7日・8日 - THE BLUE HEARTS
- 11月16日 - ジャネット・ジャクソン
- 12月4日・5日・6日・7日 - 松任谷由実
- 12月8日・9日 - 矢沢永吉
- 12月13日 - エリック・クラプトン
- 12月15日 - チェッカーズ
- 12月22日・23日 - 渡辺美里
- 12月24日 - 大江千里
- 12月26日 - JITTERIN'JINN
- 12月28日・29日 - CHAGE and ASKA
- 12月31日 - サザンオールスターズ

## 主要な賞
| 賞                                                     | 受賞作・受賞者 |
| ------------------------------------------------------ | --- |
| 第32回日本レコード大賞                                 | 歌謡曲・演歌部門 - 日本レコード大賞 - 堀内孝雄：『恋唄綴り』 - アルバム大賞 - 桂銀淑：『真夜中のシャワー』 - 演歌ゴールド・ディスク賞 - 香西かおり：『恋舟』 - 最優秀歌唱賞 - 松原のぶえ：『蛍』 - 最優秀歌謡曲新人賞 - ヤン・スギョン：『愛されてセレナーデ』 - 最優秀演歌新人賞 - 晴山さおり：『一円玉の旅がらす』 ポップス・ロック部門 - 日本レコード大賞 - B.B.クィーンズ：『おどるポンポコリン』 - アルバム大賞 - ユニコーン：『ケダモノの嵐』 - ロック・ゴールド・ディスク賞 - サザンオールスターズ：『真夏の果実』 - 最優秀ポップス・ボーカル賞 - 竹内まりや：『告白』 - 最優秀ポップス新人賞 - 忍者：『お祭り忍者』 - 最優秀ロック・新人賞 - たま：『さよなら人類』 |
| 第28回ゴールデン・アロー賞                             | - 音楽賞 - B.B.クィーンズ - 新人賞（音楽） - 忍者、晴山さおり、ribbon |
| 第23回下谷賞                                           | - 下谷賞 - 該当作なし - 佳作 - 矢部政男「太陽に向かって」 |
| 第23回全日本有線放送大賞                               | - グランプリ - 堀内孝雄「恋唄綴り」 |
| 第23回日本有線大賞                                     | - 日本有線大賞 - 堀内孝雄：『恋唄綴り』 - 最多リクエスト歌手賞 - B'z：『太陽のKomachi Angel 』 - 最多リクエスト曲賞 - 堀内孝雄：『恋唄綴り』 - 最優秀新人賞 - 晴山さおり：『一円玉の旅がらす』 |
| 第23回日本作詩大賞                                     | - 大賞 - 石川さゆり「うたかた」 |
| 第22回サントリー音楽賞                                 | - 武満徹 |
| 第22回新宿音楽祭                                       | - 金賞 - 忍者、晴山さおり - 銀賞 - 田中陽子ほか - 銅賞 - 西野妙子ほか - 審査員特別奨励賞 - 藤あや子 |
| 第21回日本歌謡大賞                                     | - 大賞 - 堀内孝雄「恋唄綴り」 - 優秀放送音楽新人賞 - 忍者「お祭り忍者」、晴山さおり「一円玉の旅がらす」 |
| 第20回モービル音楽賞                                   | - 邦楽部門 - 日本音楽集団 - 洋楽部門（本賞） - 三善晃 - 洋楽部門（奨励賞） - 漆原朝子 |
| 第19回FNS歌謡祭（最終回）                              | - グランプリ - B.B.クィーンズ「おどるポンポコリン」 - 最優秀歌唱賞 - 該当者なし - 最優秀新人賞 - 忍者「お祭り忍者」 - 最優秀ヒット賞 - 該当者なし - 最優秀視聴者賞 - 該当者なし - 特別賞 - 該当者なし |
| 第19回東京音楽祭                                       | - ウィルソン・フィリップス「Hold On」 |
| 第18回銀座音楽祭（最終回）                             | - グランプリ - 忍者 |
| 第18回ジロー・オペラ賞                                 | - オペラ大賞 - 佐藤しのぶ - オペラ賞 - 持木弘、佐藤光政 - 新人賞 - 佐藤ひさら、田代誠 - 特別賞 - 日本オペレッタ協会 |
| 第16回全日本歌謡音楽祭（最終回）                       | - ゴールデングランプリ - 堀内孝雄「恋唄綴り」 - 最優秀新人賞 - 忍者、晴山さおり |
| 第16回横浜音楽祭                                       | - 最優秀新人賞 - 晴山さおり |
| 第16回日本テレビ音楽祭（最終回）                       | - 該当者なし |
| 第16回日本演歌大賞                                     | - 大賞 - 堀内孝雄「恋唄綴り」 |
| 第16回歌謡ゴールデン大賞・新人グランプリ               | - 忍者 |
| 第15回南里文雄賞                                       | - 山下洋輔 |
| 第15回ライオンリスナーズグランプリ・FM東京最優秀新人賞 | - KUSU KUSU |
| 第14回長崎歌謡祭                                       | - グランプリ - 浜英男 |
| 第11回入野賞                                           | - Claudio COJANIZ『"Spheres"-Leopardi e Artaud entrano a Chatila』 |
| 第10回日本作曲大賞                                     | - 「7時25分」（作曲:岩上峰山） |
| 第9回メガロポリス歌謡祭                                | - 演歌大賞男性部門 - 吉幾三 - 演歌大賞女性部門 - 坂本冬美 - ポップスグランプリポップス大賞 - 桂銀淑 - 最優秀新人ダイヤモンド賞・最優秀新人賞 - 晴山さおり、田中陽子 |
| 第9回JASRAC賞                                          | - 金賞 - 吉幾三「酒よ」 - 銀賞 - 長渕剛「乾杯」 - 銅賞 - 長渕剛「とんぼ」 - 国際賞 - ラストエンペラー BGM - 外国作品賞 - カイリー・ミノーグ「愛が止まらない 〜ターン・イット・イントゥ・ラヴ〜」 |
| 第9回中島健蔵音楽賞                                    | - 小林健次 - 井上道義 |
| 第8回咲くやこの花賞 音楽部門                           | - 中野振一郎 |
| 第7回現音作曲新人賞                                    | - 溝入敬三 |
| 第4回日本ゴールドディスク大賞                          | （対象期間 1989年2月1日 - 1990年1月31日） - 邦楽 - サザンオールスターズ - 洋楽 - マドンナ |
| 第4回TEENS' MUSIC FESTIVAL                             | - ティーンズ大賞 - おらひらお - 熱演賞 - TRUST - とんがり大賞 - BAD BOYS - 東京ブロック出場 - 一角獣 |
| 第1回朝日作曲賞 (合唱)                                 | - 入賞 - 菅原真理子「八月」 - 入賞 - 熊谷賢一「イタリアの女が教えてくれたこと」 - 佳作 - 林達也「月の光にあたえて」 |
| 第1回朝日作曲賞 (吹奏楽)                               | - 河出智希「吹奏楽のための「斜影の遺跡」」 |
| 第1回出光音楽賞                                        | - 伊東乾、柿沼唯、勝部太、豊嶋泰嗣、沼尻竜典 |
| 第1回日本製鉄音楽賞                                    | - フレッシュアーティスト賞 - 諏訪内晶子 - 準グランプリ - THE WALTZ - 審査員特別賞 - ROOSE |
| 第1回BSヤングバトル                                    | - グランプリ - GAO - 準グランプリ - ザ☆スリッパーズ |

## デビュー
- 1月1日 - 和久井映見『マイ・ロンリィ・グッバイ・クラブ』
- 1月18日 - ヤン・スギョン『愛されてセレナーデ』
- 1月21日 - D'ERLANGER『DARLIN'』
- 1月21日 - NEW DAYS NEWz『Buddy Joker』
- 1月21日 - THE BAND HAS NO NAME『THE BAND HAS NO NAME』
- 1月25日 - 近藤房之助『HEART OF STONE』
- 1月25日 - 千堂あきほ『It's a melody』
- 1月26日 - 草尾毅『もういちどI LOVE YOU』
- 2月5日 - かまいたち『はちゃめちゃ姫』
- 2月21日 - BY-SEXUAL『SO BAD BOY』
- 2月21日 - 服部浩子『御神火月夜』
- 2月21日 - 花島優子『悲しみに一番近い場所』
- 2月21日 - FLEX『GINA GINA』
- 2月21日 - 裕木奈江『硝子のピノキオ』
- 2月25日 - 安藤治彦『IRONIC LOVER』
- 2月25日 - DEEP&BITES『SKIP STEADY』
- 3月5日 - 炎達『的場の唄 不良少年○怖の章』
- 3月7日 - THE FUSE『Boys&Girls』
- 3月14日 - 星名ひろき『漁港恋吹雪』
- 3月21日 - 久宝留理子『プラスチック・マン・ライフ』
- 3月21日 - 晴山さおり『一円玉の旅がらす』
- 3月21日 - BEGIN『恋しくて』
- 3月21日 - 福山雅治『追憶の雨の中』
- 3月21日 - ブラボー『めでてェ～な』（シングル）、『Children's Dream』（アルバム）
- 3月21日 - Lip's『愛の魔力』
- 3月25日 - TWIGGY『し・か・け・てモーション』（シングル）、『Love Somebody』（アルバム）
- 4月4日 - 栗林誠一郎『「トレンドは白。」のテーマ (白いMY LOVE)』
- 4月4日 - B.B.クィーンズ『おどるポンポコリン』
- 4月4日 - FLYING KIDS『幸せであるように』
- 4月5日 - ROSY ROXY ROLLER『ROSE BUDS』
- 4月21日 - A-CHIEF『DAYLIGHTS』
- 4月21日 - グレイトリッチーズ『LIFE!』
- 4月21日 - さねよしいさ子『風や空のことばかり』
- 4月21日 - 関ゆみ子『ゆめいっぱい』
- 4月21日 - 高橋由美子『Step by Step』
- 4月21日 - 小暮伝衛門『好色萬声男』
- 4月21日 - 東京スカパラダイスオーケストラ『MONSTER ROCK』
- 4月21日 - BLUEZIE!?『Mr.パラダイス』
- 4月21日 - 宮尾すすむと日本の社長『大車輪』
- 4月25日 - ELLIS『TOMORROW』
- 4月25日 - 越智静香『ONE MILEの片想い』
- 4月25日 - KATSUMI『SHINING IN THE NIGHT』
- 4月25日 - 田中陽子『陽春（はる）のパッセージ』
- 4月25日 - 寺尾友美『Touch Me』
- 4月25日 - NORMA JEAN『GET A CHANCE!!』
- 4月25日 - BABY'S『EVERYBODY 〜YOU ARE THE ONLY ONE〜』
- 4月25日 - UB:TΛPS『はるか遠い』
- 5月1日 - 宇都美慶子『月灯りに抱かれて』
- 5月2日 - 久我陽子『好きだから』
- 5月5日 - COBRA『Oi Oi Oi』（再デビュー）
- 5月5日 - スチャダラパー『スチャダラ大作戦』（インディーズデビュー）
- 5月5日 - たま『さよなら人類/らんちう』
- 5月9日 - 桐島かれん『Traveling Girl』
- 5月21日 - かとうれいこ『LISTEN TO YOUR HEART』
- 5月21日 - カブキロックス『お江戸-O・EDO-』
- 5月21日 - 北野都『女のほそ道』
- 5月21日 - GEN『バラ色の人生』
- 5月21日 - 宍戸留美『コズミックランデブー』
- 5月21日 - ZOO『CarelessDance』
- 5月21日 - 鈴木彩子『独立戦争』
- 5月21日 - SPARKS GO GO『Blue Boy』
- 5月23日 - TRACY『GIGA』
- 5月25日 - CRACK THE MARIAN『HANKY PANKY』
- 5月25日 - 佐月亜衣『School Out Boy -Love夢追走-』
- 5月25日 - ラチエン・ボーイ・クラブ『PARTY GIRL』（シングル）『ラチエンPARADISE』
- 5月25日 - LesVIEW『Crush Your High School』（シングル）『今だ、よみがえれ』（アルバム）
- 6月1日 - 中野理絵『天使のカウントダウン』
- 6月1日 - BAKU『不思議なマジック』
- 6月6日 - KATSU CLUB『KATSU CLUB』
- 6月6日 - 菊池健一郎『CATCH THE CAN』
- 6月6日 - 田中公平『「A-Ko The VS/BATTLE-2」音楽編 BLUE SIDE』
- 6月10日 - DIAMOND YUKAI『DIRTY HERO』
- 6月21日 - 大塚純子『So Sorry』
- 6月21日 - オルケスタ・デ・ラ・ルス『デ・ラ・ルス』
- 6月21日 - The STRUMMERS『STAND AGAIN』
- 6月21日 - ニューロティカ『ア・イ・キ・タ』
- 6月25日 - 中川トオル『ソウル物語り』
- 6月25日 - 西野妙子『A級キッス』
- 6月25日 - 本木雅弘『LIZARD -dream after nightmare-』（ソロデビュー）
- 6月27日 - 野澤恵『遅れて来た勇者たち』
- 7月1日 - GROUND NUTS『Let's Go³』（シングル）、『オーヴァーの神様』（アルバム）
- 7月1日 - サトシ・トミイエ『そして僕は君を愛した/And I Loved You』
- 7月1日 - 芳賀ゆい『星空のパスポート』
- 7月4日 - DEFYER『Loving Woman』
- 7月11日 - KUSU KUSU『世界が一番幸せな日』
- 7月21日 - クライズラー&カンパニー『愛のよろこび』
- 7月21日 - Sherry『風のファンタジア』
- 7月21日 - 上々颱風『流れのままに』（シングル）『上々颱風』（アルバム）
- 7月21日 - スイマーズ『きみとスイマーズ』
- 7月21日 - 中村善郎『Literario』
- 7月21日 - 人間椅子『人間失格』
- 7月21日 - P.J『NEW STUFF』
- 7月21日 - Betty Blue『夢みる頃すぎて』
- 7月25日 - PINK SAPPHIRE『P.S. I LOVE YOU』
- 7月25日 - remote『NO!』
- 8月21日 - いんど猫『ミッド・ガルド』（シングル）『メルクリウス』（アルバム）
- 8月21日 - MASAKI『横浜ベイブリッジ』
- 8月21日 - MAGIC『STREET ANGEL』
- 8月21日 - 増崎孝司『SPEAKS』
- 8月22日 - 忍者『お祭り忍者』
- 8月25日 - Dual Dream『Be My True Love 〜もっと愛したいから〜』
- 8月25日 - HIKOHKI『大嫌い』
- 9月1日 - Kabach『Pied Piper』
- 9月1日 - 桜井幸子『ともだちでいようよ』
- 9月1日 - BAD MESSIAH『GOLDEN SEEDS』
- 9月5日 - CHU-DOKU『ハッピー・シティ』
- 9月21日 - 足立祐二『PSYCHICAL ISLAND』
- 9月21日 - The Wells『HAPPY MAN』
- 9月21日 - THE KIDS『KNIFE』（アルバム）
- 9月21日 - Jiaen『RISE』
- 9月21日 - バビロン大王『マッチでDADADA』（シングル）、『あらくれ者』（アルバム）
- 9月21日 - THE BARRETT『PAPER BACKS TOWER』
- 9月25日 - 石川よしひろ『Spirits』
- 9月25日 - TOY B♂YS『Ready-Go!』
- 9月27日 - ポテトチップス『HiPな気分』
- 10月1日 - Cotton『ラビットの玉子たち』
- 10月1日 - ヒートウェイヴ『柱』
- 10月5日 - 清水由貴×PULSAR『TRY』
- 10月21日 - 五島良子『パパはワンダーマン』
- 10月21日 - セメントミキサーズ『笑う身体』
- 10月21日 - 久松史奈『LADY BLUE』
- 10月21日 - THE BOLD『ドン・キホーテ』
- 10月21日 - マルコシアス・バンプ『オレンジ色の月』
- 10月21日 - 森田浩司『CHEEK TIME TOMORROW』
- 10月21日 - 森脇健児『LANDING BEAM』
- 10月21日 - 渡辺信平『想い出にあきたら』（シングル）『VOICES ～to your heart～』（アルバム）
- 10月24日- 早坂好恵『絶対!Part2』
- 10月25日 - ハリー・ジェーン『ぬりつぶせ』
- 10月25日 - 藤タカシ『ZAN ZAN ZAN』
- 10月25日 - 槇原敬之『NG』（シングル）、『君が笑うとき君の胸が痛まないように』（アルバム）
- 11月1日 - LITTLE CREATURES『THINGS TO HIDE』
- 11月10日 - 安宅美春『孤独のRunaway』
- 11月21日 - AZ『ジェニー』
- 11月21日 - THE 家元『三味線オン・マイ・マインド』
- 11月21日 - おおたか静流『花〜すべての人の心に花を〜』
- 11月21日 - JACKS'N'JOKER『FREEDOM LAND』
- 11月21日 - 諏訪内晶子『エリザベート・コンクールの諏訪内晶子』
- 11月21日 - 中嶋悟『悲しき水中翼船』
- 11月21日 - 福島高博『こんなにも』（シングル）、『Seesaw Game』（アルバム）
- 11月28日 - RHINOCEROS『JUMP BACK,BACK』

## 結成
- アークチュラス（ - 2007年、2011年 - ）
- ICE
- Eins:Vier（ - 1999年、2011年 - 2013年、2017年 - ）
- アット・ザ・ゲイツ（ - 1996年、2007年 - 2008年、2010年 - ）
- アップルパイ
- アナセマ（ - 2020年）
- アポロ440
- アモルフィス
- アルーフ（ - 2000年）
- UNSCANDAL
- AMBIENCE（ - 1994年、2012年 - ）
- EAST END（ - 1999年、2003年 - 2012年）
- yes, mama ok?
- イモータル（ - 2003年、2006年 - ）
- イン・フレイムス
- A-CHIEF（ - 1991年）
- エグズメーション（ - 2000年）
- SCSミュージカル研究所
- エニグマ
- N-トランス
- L⇔R（ - 1997年）
- オーペス
- カーヴ（ - 2005年）
- ガラパゴス（ - 1994年）
- KAWAMURA BAND
- キャサリン・ホイール（ - 2000年）
- GUILLOTINE TERROR
- クイックサンド（ - 1995年、1997年 - 1999年、2012年 - ）
- GUNIW TOOLS（ - 2000年、2014年 - ）
- Ground Zero（ - 1998年）
- クラッチ
- クリジウン
- グルーヴ・コレクティヴ
- ゲーマデリック（ - 1999年、2013年 - ）
- ケント（ - 2016年）
- GOLD WAX（ - 1996年、2007年 - ?）
- ゴッド・ディスローンド（ - 1993年、1996年 - 2011年、2014年 - ）
- 015B（ - 1996年、2006年 - ）
- ザ・クラウン（ - 2004年、2009年 - ）
- ザ・コアーズ（ - 2006年、2015年 - ）
- ザ・スリル
- ザ・ヴァーヴ（ - 1995年、1996年 - 1999年、2007年 - 2009年）
- サード・パーソン（ - 1998年、2012年 - ）
- The Fave Raves
- Sigh
- 叫ぶ詩人の会（ - 1999年、2023年 - ）
- サテリコン
- Samuel（ - 1995年）
- J.D.K.BAND（ - 1994年）
- シエナ・ウインド・オーケストラ
- シトラス（ - 2001年）
- ジンサク（ - 1998年、2020年 - ）
- スカイクラッド
- SCAFULL KING
- スチールハート（ - 1992年、2006年 - ）
- スピリチュアライズド
- スリープ（ - 1998年、2009年 - 2019年、2022年 - ）
- セイント・エティエンヌ
- セプティックフレッシュ（ - 2003年、2007年 - ）
- センティネクス（ - 2006年、2014年 - ）
- ソルスティス（ - 1993年、1995年 - 1997年、2006年 - ）
- DIE IN CRIES（ - 1995年）
- 大事MANブラザーズバンド（ - 1996年、2009年 - ）
- チキンガーリックステーキ
- TLC
- T-BOLAN（ - 1999年、2012年 - 2014年、2017年 - ）
- ディスビリーフ
- デキシード・ザ・エモンズ（ - 2006年、2023年 - ）
- デスティニーズ・チャイルド（ - 2005年）
- DETERMINATIONS（ - 2004年）
- テンプル・オブ・ザ・ドッグ（ - 1992年）
- トゥール
- TOKYO No.1 SOUL SET（ - 2000年、2005年 - ）
- 東京ニューシティ管弦楽団
- 東京パフォーマンスドール（ - 1996年、2013年 - 2021年）
- トゥーマスト
- ドライヴ・ライク・ジーヒュー（ - 1995年、2014年 - 2016年）
- トラヴィス
- 日本センチュリー交響楽団
- ネーネーズ
- NOISE FACTORY（ - 1997年）
- “ノーヴァヤ・ロシア”国立交響楽団
- ノクターナル・ライツ
- パール・ジャム
- パシフィックフィルハーモニア東京
- バッハ・コレギウム・ジャパン
- ハリー・ジェーン（ - 1994年）
- HALO（ - 1990年）
- バンバンバザール
- ハンマーボックス（ - 1994年）
- ヴァンガード・ジャズ・オーケストラ
- ヴィーナス・ペーター（ - 1994年、2006年 - 2007年、2019年 - ）
- B.B.クィーンズ（ - 1993年、2011年 - ）
- ビキニ・キル（ - 1997年、2019年 - ）
- BEYONDS（ - 1994年、2005年 - ）
- Pinhead Gunpowder
- Far East Club Band
- フェイリュア（ - 1997年、2014年 - ）
- フォープレイ（ - 2017年）
- Brats on B（ - 1999年）
- BLUE BOY（ - 1998年）
- ブルータル・トゥルース（ - 1999年、2006年 - 2014年）
- ブルックス&ダン（ - 2010年、2015年 - ）
- PLAGUES（ - 2002年、2010年 - ）
- BOOM BOOM SATELLITES（ - 2017年）
- ヘイト
- Haemorrhage
- ボディ・カウント（ - 2006年、2009年 - ）
- 香港小交響楽団
- マーダック
- 舞太鼓あすか組 - ASKA Japanese Drum
- マリオネット
- MANLIFTING-BANNER（ - 1993年）
- 水戸室内管弦楽団
- 南青山少女歌劇団
- ムース（ - 1995年、1999年 - 2000年）
- モハーヴィ3（ - 2007年）
- YOUTHQUAKE（ - 2013年）
- 尹伊桑管弦楽団
- ライオンズハート
- 雷蔵（ - 1991年）
- LOVE MISSILE（ - 1995年）
- Lip's（ - 1992年）
- Le Couple（ - 2007年）
- LAZY LOU's BOOGIE（ - 1992年）
- レギナ（ - 2000年、2005年 - ）
- rosy（ - 1997年）
- ロシア・ナショナル管弦楽団
- ロスト・ホライズン（ - 1994年、1999年 - ）

## 解散・活動休止
- 1月27日 - JAGATARA
- 1月 - DEAD END（2009年再結成）
- 3月24日 - こおろぎ'73
- 3月26日 - SHADOW
- 3月31日 - BaBe
- 10月27日 - ARB（1998年復活）
- 11月8日 - COMPLEX
- 11月19日 - D'ERLANGER（2007年再結成）
- 12月31日 - 竜童組

### 年内
- アソシエイツ
- アナル・カント
- アラン・パーソンズ・プロジェクト
- アンダーソン・ブルーフォード・ウェイクマン・ハウ
- Xマル・ドイッチラント
- いんぐりもんぐり
- ウォッチタワー（1999年再結成）
- キノー
- G.I.オレンジ
- ジャクソン5
- シンコピー61
- スターシップ（1992年活動再開）
- スパンダー・バレエ（2009年再結成）
- ディザスター（1992年再結成）
- 殿さまキングス
- BOWWOW（1998年再結成）
- BAZAAR
- FLATBACKER
- マザー・ラヴ・ボーン
- YBO2
- ワン・チャン（2010年再結成）

## 再結成
- サムラ・ママス・マンナ（ - 2008年）
- スティクス（ - 1992年）
- 頭脳警察（ - 1991年）
- ファウスト
- ベイ・シティ・ローラーズ（一年のみ）
- ポゼスト（ - 1993年）
- 森田公一とトップギャラン

## 誕生
出身地または国籍が日本である人物の国名表記は省略。
- 1月4日 - 松室政哉（大阪府、歌手）
- 1月8日 - seeeeecun（新潟県、歌手、Doctrine Doctrine）
- 1月9日 - 藤谷慶太朗(けったろ)（北海道、歌手、ROOT FIVE）
- 1月10日 - 辻詩音（神奈川県、シンガーソングライター）
- 1月13日 - 高橋亜弥/Aagna（歌手・女優・タレント）
- 1月14日 - 青木志貴（声優・歌手）
- 1月19日 - 池田智子（富山県、歌手、Shiggy Jr.）
- 1月24日 - 阿部真央（大分県、シンガーソングライター）
- 1月25日 - ジュノ（ 韓国、2PM）
- 1月28日 - 青葉市子（京都府、歌手、NUUAMM）
- 1月31日 - 薮宏太（神奈川県、歌手、Hey! Say! JUMP）
- 1月31日 - AISHA（神奈川県、歌手）
- 2月3日 - 小原莉子（岐阜県、歌手、The SketchbookおよびRAISE A SUILENのメンバー）
- 2月4日 - 戸松遥（愛知県、歌手・声優、スフィア）
- 2月6日 - 長谷川愛（大阪府、中野風女シスターズ）
- 2月7日 - アンナ・アブレウ（歌手）
- 2月10日 - スヨン（ 韓国、少女時代）
- 2月11日 - チャンソン（ 韓国、2PM）
- 2月15日 - 住岡梨奈（北海道、シンガーソングライター）
- 2月20日 - 三戸なつめ（奈良県、歌手・モデル）
- 2月20日 - 三原健司・三原康司（兵庫県、ミュージシャン、フレデリック）
- 2月28日 - 宮脇詩音（長崎県、歌手）
- 3月2日 - 浅野祥（津軽三味線演奏家）
- 3月2日 - Alice（シンガーソングライター）
- 3月8日 - 増田俊樹（広島県、声優・歌手、Max Boys）
- 3月10日 - 浅場佳苗（シンガーソングライター）
- 3月10日 - まらしぃ（愛知県、ピアニスト）
- 3月16日 - 森川つくし（大阪府、演歌歌手）
- 3月17日 - 玉森裕太（東京都、歌手、Kis-My-Ft2）
- 3月17日 - ACE（ラッパー）
- 3月26日 - 髙木雄也（大阪府、歌手、Hey! Say! JUMP）
- 3月26日 - WONBIN（ 韓国、歌手）
- 4月5日 - 三浦春馬（茨城県、俳優・歌手、+2020年・30歳没）
- 4月8日 - ジョンヒョン（SHINee、+2017年・27歳没）
- 4月22日 - KOHH（東京都、ラッパー）
- 5月2日 - 藍原ことみ（声優・歌手）
- 5月2日 - 森良太（大阪府、歌手、Brian the Sun）
- 5月3日 - 谷口鮪（大阪府、ミュージシャン、KANA-BOON）
- 5月18日 - ミサキ（愛知県、歌手、SpecialThanks）
- 5月21日 - 河野万里奈（福岡県、歌手）
- 5月24日 - 松下優也（兵庫県、歌手・俳優）
- 5月30日 - ユナ（ 韓国、少女時代）
- 6月4日 - ファーストサマーウイカ（大阪府、女優・歌手・タレント、BILLIE IDLE®およびBiSの元メンバー）
- 6月4日 - 吉澤嘉代子（埼玉県、歌手）
- 6月5日 - カイル・パヴォノフ（ウイ・ケイム・アズ・ロマンス、+2018年・28歳没）
- 6月7日 - イギー・アゼリア（シンガーソングライター・モデル）
- 6月8日 - ひろせひろせ（東京都、歌手・ベーシスト、フレンズおよびnicotenのメンバー）
- 6月12日 - 岩瀬佑美子（埼玉県、歌手、元乃木坂46）
- 6月15日 - miwa（神奈川県、シンガーソングライター）
- 6月15日 - りぶ（歌手）
- 6月22日 - 伊野尾慧（埼玉県、歌手、Hey! Say! JUMP）
- 6月26日 - 浅野隼人（作曲家）
- 6月26日 - 小林太郎（静岡県、歌手、小林太郎とYE$MAN）
- 6月27日 - アゼリン・デビソン（ カナダ、シンガーソングライター）
- 6月28日 - 浅野優貴（東京都、歌手・俳優）
- 6月29日 - THE SxPLAY（秋田県、歌手）
- 6月30日 - タカオユキ（兵庫県、歌手・元声優、みみめめMIMIおよびPOLKA DOTSのメンバー）
- 7月4日 - 清浦夏実（千葉県、歌手・女優）
- 7月7日 - 藤田恵名（福岡県、歌手、グラビアアイドル）
- 7月11日 - 小池ジョアンナ（東京都、歌手）
- 7月11日 - KIKUMARU（ラッパー、KANDYTOWN）
- 7月15日 - すみれ（Sumire）（東京都、歌手）
- 7月22日 - 西田望見（岐阜県、声優・歌手、ワルキューレ）
- 7月23日 - 朝日廉（ボーカリスト・ギタリスト・ボカロP、コンテンポラリーな生活およびネクライトーキーのメンバー）
- 7月31日 - 大城友弥（沖縄県、歌手）
- 8月6日 - 麻生夏子（東京都、歌手）
- 8月6日 - 二階堂高嗣（東京都、歌手、Kis-My-Ft2）
- 8月8日 - 弓木英梨乃（大阪府、歌手・ギタリスト、キリンジ）
- 8月13日 - 宮澤佐江（東京都、歌手、AKB48およびSNH48・SKE48・DiVA・Chocolove from AKB48の元メンバー）
- 8月21日 - 千佐都（神奈川県、歌手）
- 8月23日 - DJ松永（新潟県、DJ、Creepy Nuts）
- 8月24日 - 小桃音まい（兵庫県、歌手）
- 8月27日 - 高岩遼（岩手県、ジャズ歌手、THE THROTTLEおよびSANABAGUN.のメンバー）
- 8月27日 - テイラー・ミッチェル（歌手、+2009年・19歳没）
- 8月31日 - 舞花（熊本県、歌手）
- 9月4日 - AIMI（歌手、元ステレオポニー）
- 9月5日 - 菊地亜美（北海道、タレント、アイドリング!!!）
- 9月5日 - 相坂優歌（千葉県、声優・歌手）
- 9月11日 - ベフゾド・アブドゥライモフ（ピアニスト）
- 9月15日 - NIHA-C（静岡県、ラッパー、電波少女）
- 9月22日 - 植田真梨恵（福岡県、シンガーソングライター）
- 10月11日 - 奥村初音（大阪府、シンガーソングライター）
- 10月14日 - Ray（北海道、元歌手）
- 10月16日 - 佐藤亜美菜（東京都、声優、元AKB48）
- 10月16日 - 清水博正（群馬県、演歌歌手）
- 10月19日 - オカモトショウ（ アメリカ合衆国、歌手、OKAMOTO'S）
- 10月20日 - じん（北海道、ミュージシャン・ボカロP）
- 10月22日 - 天﨑滉平（声優・歌手）
- 10月23日 - chay（東京都、シンガーソングライター）
- 10月31日 - あやぺた（大阪府、歌手、Dizzy Sunfist）
- 11月10日 - おかもとえみ（東京都、歌手、フレンズおよびTHEラブ人間のメンバー）
- 11月15日 - 谷澤恵里香（東京都、タレント、元アイドリング!!!）
- 11月24日 - 岩間俊樹（青森県、歌手、SANABAGUN.およびリベラルのメンバー）
- 11月26日 - tofubeats（兵庫県、歌手・音楽プロデューサー）
- 11月29日 - GADORO（宮崎県、ラッパー）
- 12月2日 - 八乙女光（宮城県、歌手、Hey! Say! JUMP）
- 12月10日 - 松井咲子（埼玉県、ピアニスト、元AKB48）
- 12月16日 - フォンチー（神奈川県、元アイドリング!!!）
- 12月18日 - 関取花（神奈川県、歌手）
- 12月20日 - ジョジョ（ アメリカ合衆国、シンガーソングライター）
- 12月23日 - 芦田万莉恵（歌手、元9nine）
- 12月23日 - 林直次郎（静岡県、歌手、平川地一丁目）
- 12月28日 - デヴィッド・アーチュレッタ（シンガーソングライター）
- 月日不明 - IO（ラッパー、KANDYTOWN）

## 死去
- 1月5日 - 斉藤恒夫（愛知県、作曲家、*1930年）
- 1月18日 - ピエール・バルビゼ（ フランス、ピアニスト、*1922年）
- 1月27日 - 江戸アケミ（高知県、ジャガタラのリーダー、*1953年）
- 2月2日 - メル・ルイス（ アメリカ合衆国、ジャズミュージシャン、*1929年）
- 2月3日 - ドン・ローレンス・ミルズ（ アメリカ合衆国、音楽教育家・指揮者、*1932年）
- 2月6日 - ジミー・ヴァン・ヒューゼン（ アメリカ合衆国、作曲家、*1913年）
- 2月7日 - 秋元雅一朗（東京府、声楽家、*1920年）
- 2月8日 - デル・シャノン（ アメリカ合衆国、シンガーソングライター、*1934年）
- 2月10日 - 福永陽一郎（兵庫県、指揮者・音楽評論家、*1926年）
- 2月11日 - レツゴー一修（コメディアン、レツゴー三匹、*1940年）
- 2月17日 - 広沢瓢右衛門（大阪府、浪曲師、*1897年）
- 2月27日 - リボル・フラヴァーチェク（ チェコ、ヴァイオリニスト、*1926年）
- 3月2日 - シェイキー・ジェイク・ハリス（ アメリカ合衆国、歌手・ハーモニカ奏者、*1921年）
- 3月8日 - エルッキ・アールトネン（ フィンランド大公国、ヴィオラ奏者・指揮者、*1910年）
- 3月13日 - カール・ミュンヒンガー（ ドイツ、指揮者、*1915年）
- 3月16日 - アーンスト・ベーコン（ アメリカ合衆国、作曲家、*1898年）
- 3月19日 - アンドリュー・ウッド（ アメリカ合衆国、歌手、*1966年）
- 3月22日 - 平岡精二（東京府、ジャズミュージシャン、*1931年）
- 3月26日 - マルッティ・パーヴォラ（ フィンランド、ピアニスト、*1898年）
- 4月1日 - 菊池淡水（岩手県、尺八演奏者・民謡歌手、*1902年）
- 4月3日 - サラ・ヴォーン（ アメリカ合衆国、ジャズ歌手、*1924年）
- 4月7日 - 毛利公子（神奈川県、歌手、ベーシスト、元Sugar *1960年）
- 4月14日 - サビーカス（ スペイン、ギタリスト、*1912年）
- 4月18日 - ボンサイト（宮城県、トロンボーン漫談家、*1923年）
- 4月25日 - デクスター・ゴードン（ アメリカ合衆国、ジャズ・サクソフォーン奏者、*1923年）
- 4月26日 - ウェズレー・ローズ（ アメリカ合衆国、音楽出版事業経営者・音楽プロデューサー、*1918年）
- 5月1日 - 栗原嘉名芽（東京都、音響学者、*1899年）
- 5月2日 - ウィリアム・リーヴァイ・ドーソン（ アメリカ合衆国、指揮者、*1899年）
- 5月5日 - レジナルド・グッドオール（ イギリス、指揮者、*1901年）
- 5月7日 - アシュリー・ローレンス（ ニュージーランド、指揮者、*1934年）
- 5月7日 - エリゼッチ・カルドーゾ（ ブラジル、歌手、*1920年）
- 5月8日 - セレドニオ・ロメロ（ スペイン、ギタリスト・詩人、*1913年）
- 5月8日 - ルイジ・ノーノ（ イタリア、作曲家、*1924年）
- 5月13日 - フランソワ＝ジュリアン・ブラン（ フランス、指揮者・フルート奏者、*1909年）
- 5月16日 - サミー・デイヴィスJr.（ アメリカ合衆国、歌手・俳優、*1925年）
- 5月17日 - エドゥアルド・マテオ（ ウルグアイ、作曲家、*1940年）
- 5月17日 - フランク・ライト（ アメリカ合衆国、フリージャズミュージシャン、*1935年）
- 5月18日 - エイエ・テリン（ スウェーデン、トロンボーン奏者、*1938年）
- 6月2日 - ウォルター・デイヴィス・ジュニア（ アメリカ合衆国、ピアニスト、*1932年）
- 6月6日 - 関種子（岡山県、ソプラノ歌手、*1907年）
- 6月14日 - エルナ・ベルガー（ ドイツ、ソプラノ歌手、*1900年）
- 6月16日 - クロイツァー豊子（東京府、ピアニスト、*1916年）
- 6月17日 - 出門英（東京府、歌手、ヒデとロザンナ、*1942年）
- 6月20日 - 見砂直照（石川県、ジャズミュージシャン、*1909年）
- 6月21日 - ジューン・クリスティ（ アメリカ合衆国、ジャズ歌手、*1925年）
- 6月22日 - 渡邉暁雄（東京府、指揮者、*1919年）
- 6月25日 - ペギー・グランヴィル＝ヒックス（ オーストラリア、作曲家、*1912年）
- 6月30日 - ドゥドゥ・プクワナ（ 南アフリカ共和国、サックス奏者、*1938年）
- 7月2日 - アルフレート・ボスコフスキー（ オーストリア＝ハンガリー帝国、クラリネット奏者、*1913年）
- 7月15日 - オレグ・カガン（ ソビエト連邦、ヴァイオリニスト、*1946年）
- 7月16日 - 若原一郎（神奈川県、歌手、*1931年）
- 7月17日 - 浅野建二（宮城県、音楽学者・民謡歌謡研究者、*1915年）
- 7月22日 - オトマール・ヌッシオ（ イタリア、フルート奏者・指揮者、*1902年）
- 7月23日 - バート・ソマー（ アメリカ合衆国、歌手、*1949年）
- 7月23日 - ハイドゥー・ミハーイ（ ハンガリー、作曲家、*1909年）
- 7月23日 - 村上幸子（新潟県、演歌歌手、*1958年）
- 8月5日 - 角谷美知夫（山口県、ミュージシャン、*1959年）
- 8月13日 - ヘンリー・スヴォボダ（ チェコ、指揮者、*1897年）
- 8月15日 - ヴィクトル・ツォイ（ ソビエト連邦、歌手・俳優、*1962年）
- 8月15日 - ルイ・ヴォラ（ フランス、ジャズベーシスト、*1902年）
- 8月20日 - モーリス・ジャンドロン（ フランス、チェリスト・指揮者、*1920年）
- 8月23日 - デヴィッド・ローズ（ イギリス、ミュージシャン、*1910年）
- 8月26日 - 小倉朗（福岡県、作曲家、*1916年）
- 8月27日 - スティーヴィー・レイ・ヴォーン（ アメリカ合衆国、ブルース・ギタリスト、*1954年）
- 9月2日 - 大高ひさを（北海道、作詞家、*1916年）
- 9月3日 - エフゲニー・マルティノフ（ ソビエト連邦、歌手、*1948年）
- 9月6日 - フェルナンド・ヴァレンティ（ アメリカ合衆国、チェンバロ奏者、*1926年）
- 9月6日 - トム・フォガティ（ アメリカ合衆国、ギタリスト、クリーデンス・クリアウォーター・リバイバル、*1941年）
- 9月8日 - 河西新太郎（香川県、詩人・作詞家、*1912年）
- 9月10日 - ゾルターン・ロズニャイ（ ハンガリー、指揮者・音楽監督、*1926年）
- 9月19日 - ワーナー・ジャンセン（ アメリカ合衆国、指揮者、*1899年）
- 9月20日 - ジークフリート・ベーレント（ ドイツ、ギタリスト・指揮者、*1933年）
- 10月5日 - アルトゥール・グリューバー（ ドイツ、指揮者、*1910年）
- 10月5日 - サム・テイラー（ アメリカ合衆国、テナーサックス奏者、*1916年）
- 10月8日 - 川崎豊（広島県、声楽家、*1894年）
- 10月14日 - ダニエル・ギレ（ ロシア、ヴァイオリニスト、*1899年）
- 10月14日 - レナード・バーンスタイン（ アメリカ合衆国、指揮者・作曲家、*1918年）
- 10月16日 - アート・ブレイキー（ アメリカ合衆国、ジャズドラマー、*1919年）
- 10月16日 - アレクサンダー・ザーキン（ ロシア、ピアニスト、*1903年）
- 10月16日 - フランコ・アウトリ（ イタリア、指揮者、*1903年）
- 10月16日 - ホルヘ・ボレット（ キューバ、ピアニスト、*1914年）
- 10月27日 - ザビア・クガート（ スペイン王国、ミュージシャン、*1900年）
- 10月29日 - ユハ・ヴァイニオ（ フィンランド、歌手、*1938年）
- 11月3日 - ニコライ・ラコフ（ ロシア、作曲家、*1908年）
- 11月5日 - 江戸川蘭子（東京府、歌手・女優、*1913年）
- 11月8日 - ヴォルフガング・シュミーダー（ ドイツ、音楽学者、*1901年）
- 11月8日 - エレーヌ・ボスキ（ スイス、ピアニスト、*1917年）
- 11月13日 - リチャード・ルイス（ イギリス、テノール歌手、*1914年）
- 11月20日 - ヘルベルト・ケーゲル（ ドイツ、指揮者、*1920年）
- 11月21日 - フランツ・ホレチェク（ オーストリア、ピアニスト、*1911年）
- 11月24日 - 小谷充（兵庫県、ジャズピアニスト、*1934年）
- 12月2日 - アーロン・コープランド（ アメリカ合衆国、作曲家、*1900年）
- 12月2日 - 浜口庫之助（兵庫県、作詞家・作曲家、*1917年）
- 12月7日 - ペーター・ミーク（ スイス、作曲家・画家・評論家、*1906年）
- 12月16日 - ジャッキー・ミットゥ（ ジャマイカ、キーボーディスト、*1948年）
- 12月18日 - ポール・トルトゥリエ（ フランス、チェリスト、*1914年）
- 12月20日 - エルゼ・テゲトホフ（ ドイツ、メゾソプラノ歌手、*1900年）
- 12月22日 - セシル・エフィンジャー（ アメリカ合衆国、作曲家、*1914年）
- 12月25日 - 松下眞一（大阪府、作曲家・数学者・物理学者・宗教学者・哲学者、*1922年）
- 12月30日 - 山崎唯（東京都、ピアニスト・声優・タレント、*1933年）
- 12月31日 - 谷口安正（長崎県、歌手、デューク・エイセス、*1939年）
- 月日不明 - 西川好次郎（和歌山県、作詞家、*1903年）